# NGC 7553
NGC 7553 (другие обозначения — PGC 70842, ZWG 454.15, HCG 93D, NPM1G +18.0582, PGC 70834) — линзообразная галактика (S0) в созвездии Пегас.
Этот объект входит в число перечисленных в оригинальной редакции «Нового общего каталога».